# Schlosskapelle St. Leonhard (Rimpach)

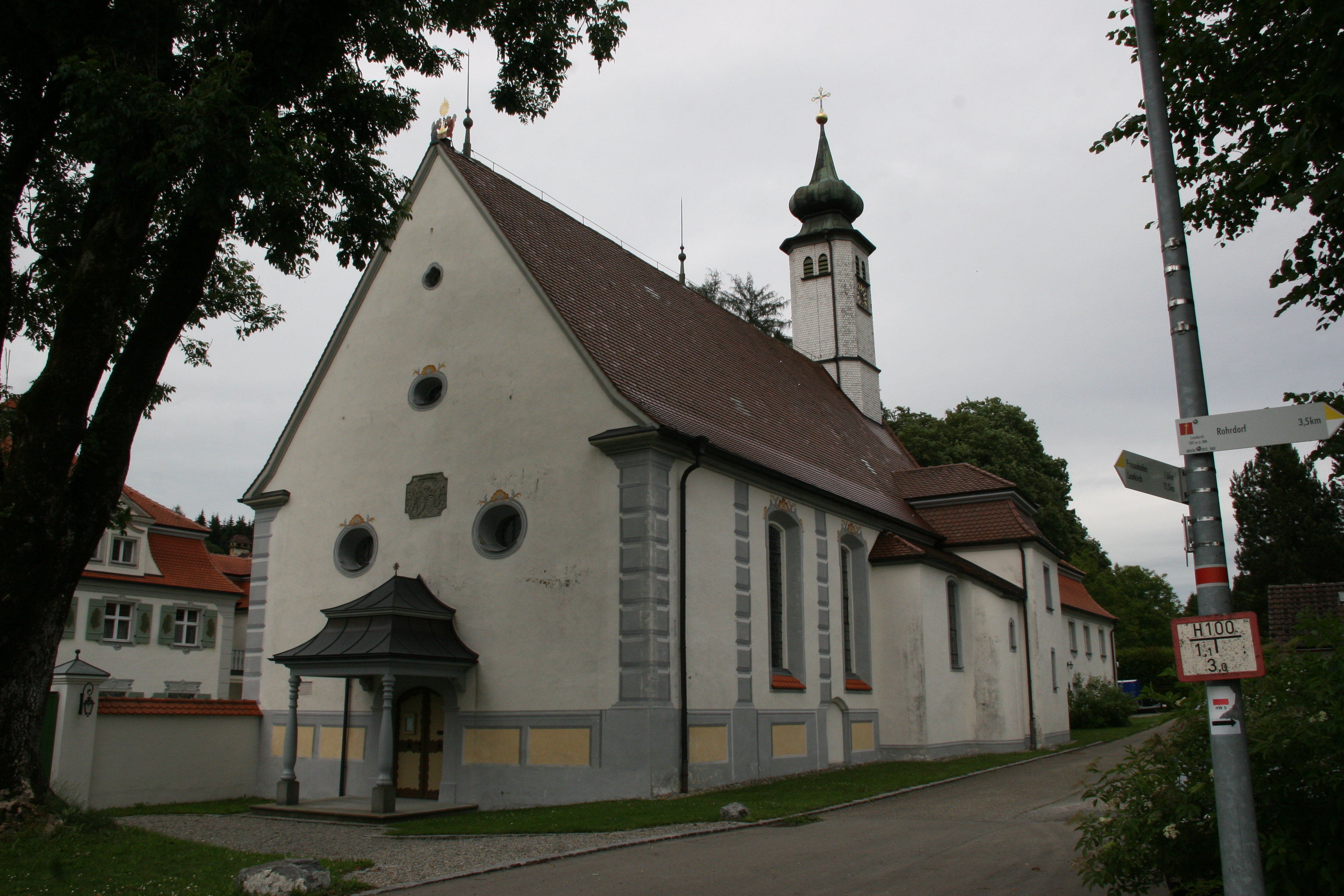
Schlosskapelle Rimpach (2011)

Die Schlosskapelle St. Leonhard ist die zum Schloss Rimpach gehörende Kapelle im zu Friesenhofen zugehörigen Weiler Rimpach, der auf dem Stadtgebiet von Leutkirch im Allgäu im Landkreis Ravensburg liegt.

## Beschreibung
Die Kapelle befindet sich an der L 318, die Leutkirch mit der Stadt Isny im Allgäu verbindet. Das von einer schulterhohen Mauer umgebene Schloss ist über einen Gang mit der Kapelle verbunden. Eine erste Kapelle wurde vermutlich schon im Jahre 1471 an der Stelle errichtet. Die heutige Kapelle mit ihrer Rokoko-Kirchenausstattung ließ Franz Karl Eusebius von Waldburg-Friedberg und Trauchburg im Jahre 1765 erbauen. Der Thumb-Schüler Johann Georg Specht war der Baumeister. Die Fresken stammen von Franz Anton Dick und Bildhauer war Konrad Hegenauer. Ob der Bau der Kapelle auch vom Baumeister des zur gleichen Zeit errichteten Schlosses Rimpach Josef Anton Feuchtmayer und seines ausführenden Mitarbeiters Georg Dirr beeinflusst wurde, lässt sich nicht nachweisen.

## Ausstattung
Das Bild des Hochaltars zeigt den Mailänder Bischof Karl Borromäus mit einer Monstranz. Die Nebenaltäre knüpfen an das Thema Eucharistie an. Die Gottesmutter und der hl. Benedikt werden beim Empfang ihrer letzten Heiligen Kommunion dargestellt.
Auch die Fresken des Malers Franz Anton Dick stellen teilweise die Eucharistie in den Mittelpunkt. In der Kuppel des Chores ein Fresko aus der Themenwelt des Alten Testamentes. Alles dreht sich um das Manna, eine Speise, die bei der 40-jährigen Wanderung der Israeliten nachts auf den Wüstenboden fiel. Das Deckengemälde im Schiff der Kapelle ist thematisch aus dem Alten Testament. Es zeigt den Tanz des König Davids vor der Bundeslade, bevor er mit seinem Volk in die von ihm eroberte Stadt Jerusalem einzieht.
Die hohe, in ihrem äußeren Erscheinungsbild eher unscheinbar wirkende geostete biberschwanzgedeckte Kapelle ist mit östlich stirnseitigem Dachreiter und Glocke ausgestattet. Das theologische Konzept des Erbauers und Fürstbischofs vom Chiemsee mit der Heiligen Eucharistie als Thema, zieht sich stimmig von den Altären über die Fresken auf der Basis eines reinen seit der Erbauung nirgends veränderten Rokokostils. Die Kapelle hat als eine der wenigen von den 45 auf Leutkircher Gebiet befindlichen Kapellen eine Kanzel. Sie ist nur während der Eucharistiefeier für die Öffentlichkeit betretbar.